# Josef Buršík

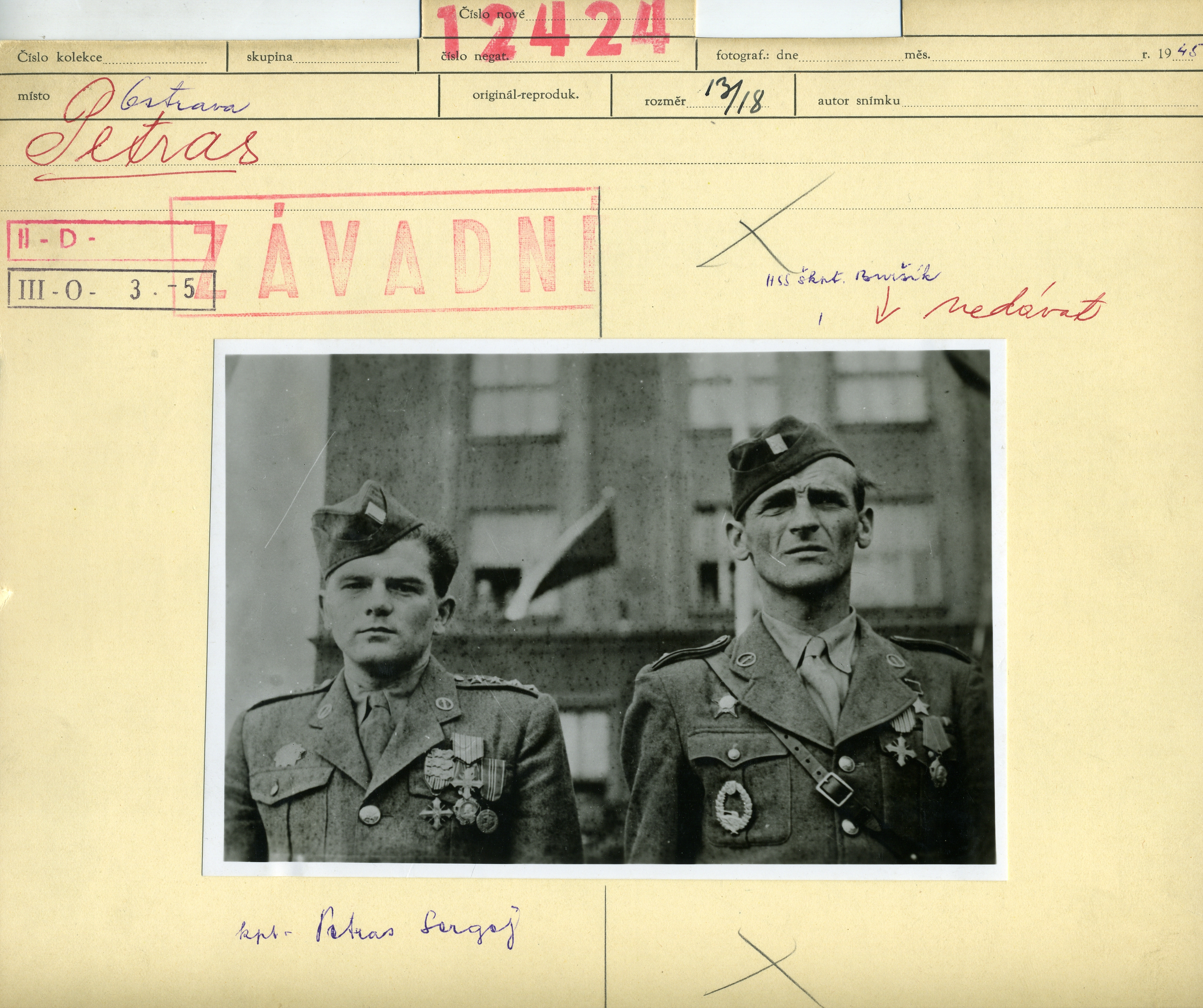
Karta s fotografií škpt. Sergeje Petrase a škpt. Josefa Buršíka. Fotografie pořízena během přehlídky v Ostravě, v roce 1945.

Josef Buršík (11. září 1911, Postřekov – 30. června 2002, Northampton) byl československý generál, politický vězeň, exulant a účastník zahraničního odboje.

## Životopis
Pocházel z Chodska. Později se stal důstojníkem československé armády. Přes Polsko se dostal do SSSR, kde skončil v lágru pod správou sovětské NKVD. V Buzuluku vstoupil do čs. jednotky a po absolvování poddůstojnického kurzu velel četě pod vedením kapitána Jaroše (hrdina SSSR, posmrtně). Po bojích u Sokolova absolvoval tankové učiliště a velel tankovému praporu. Jako jeden z prvních se probil do centra Kyjeva, za což byl v prosinci 1943 vyznamenán Zlatou hvězdou hrdiny Sovětského Svazu. Se svým praporem prošel peklem východní fronty až do Prahy.

### Poválečné období
Po válce si léčil zranění a tuberkulózu. Byl jmenován velitelem tankové brigády v Ostravě. Pro svůj protikomunistický postoj byl v roce 1949 obviněn z velezrady a odsouzen na 10 let, ke ztrátě poloviny majetku a odebrání všech vyznamenání kromě Hrdiny Sovětského svazu. Za to, že měl „drzost“ odvolat se proti rozsudku, byl potrestán čtyřmi lety vězení navíc. Po zhoršení zdravotního stavu ve vězení Mírov uprchl z nemocnice u Olomouce, do které byl převezen.

### Exil
S manželkou se mu v srpnu 1950 podařil útěk do Bavorska, ale své dvě dcery uviděl až v r. 1963. Jeho jméno, fotografie i zmínky o něm byly v Československu vymazány, jako by nikdy neexistoval. V Německu pracoval v Americkém fondu pomoci československým uprchlíkům. V roce 1955 se odstěhoval do Anglie. Napsal paměti, které publikoval v knize „Nelituj oběti“. Na protest proti okupaci ČSSR roku 1968 vrátil Sovětům svá vyznamenání. Přes chronickou tuberkulózu se dožil pádu komunismu, své rehabilitace v roce 1990 a povýšení.

### Úmrtí
Když ho v prvním červencovém týdnu roku 2002 v britském Northamptonu pohřbívali, měl na sobě uniformu s hodností generálmajora a na hrudi řád Milana Rastislava Štefánika. V roce 2005 mu byl posmrtně udělen řád Bílého lva.

## Nositel vyznamenání
- Československý válečný kříž 1939 – za statečnost v boji
- Československá medaile Za chrabrost před nepřítelem, udělena 4krát
- Československá medaile za zásluhy I. stupně
- Pamětní medaile československé armády v zahraničí
- Řád rudé hvězdy – za statečnost v bojích u Sokolova
- Řád bratrství a jednoty (Jugoslávie) II. třídy
- Hrdina Sovětského svazu – za hrdinství při osvobozování Kyjeva
- Leninův řád – za hrdinství při osvobozování Kyjeva
- Medaile za vítězství nad Německem ve Velké vlastenecké válce 1941–1945, (SSSR)
- Řád rudé hvězdy [5], (SSSR)
- Řád Suvorova, II. stupeň, (SSSR)
- Sokolovská pamětní medaile [6]
- Řád Milana Rastislava Štefánika
- Řád Bílého lva – vojenská skupina, I. třída, za zásluhy o obranu a bezpečnost státu a vynikající bojovou činnost (in memoriam)